# Федер, Йоханнес
Йоханнес Хуго Отто Федер (нем. Johannes Hugo Otto Feder; 21 мая 1911, Лигниц, Германская империя — 13 июля 1992, Кёльн, Германия) — оберштурмфюрер СС, служащий зондеркоманды 1a в составе айнзацгруппы A и начальник оперативного штаба по поиску партизан.

## Биография
Йоханнес Федер родился 21 мая 1911 года в семье старшего городского инспектора Хуго Федера. Посещал начальную школу и гимназию в Хайнау. 27 февраля 1932 года сдал экзамен на аттестат зрелости. 3 декабря 1933 года был зачислен в штурмовые отряды (СА). Федер решил сделать карьеру государственного служащего и прошел подготовительную службу для карьеры на высшей государственной гражданской службе в городской администрации и районной администрации в Лигнице. 1 мая 1937 года вступил в НСДАП (билет № 5004798). 20 июня 1938 года поступил на службу в отделение уголовной полиции в Бреслау. 9 мая 1940 года после учебного курса в офицерской школе полиции безопасности в Шарлоттенбурге. С 1 июня по 30 ноября 1938 года проходил службу в отделении уголовной полиции в Бремене. 1 декабря 1940 года прибыл в уголовную полицию Берлина.
С начала января и до конца марта 1941 года в течение одного семестра изучал право в университете Франкфурте-на-Майне. Впоследствии продолжил обучение в университете Берлина. К началу войны с СССР присоединился к зондеркоманде 1а, входившей в состав айнзацгруппы A. В конце сентября 1941 года вернулся в Берлин и продолжил обучение. В мае 1942 года бросил учёбу. В последующее время служил в уголовной полиции Берлина. В июне 1942 года был откомандирован в Минск в ведомство полиции безопасности и СД, где оставался до 15 декабря 1942 года. Федер возглавлял отдел IVa (борьба с саботажем, шпионажем и экономическими преступлениями и выявление партизанского движения). Кроме того, он возглавил недавно сформированный оперативный штаб по обнаружению партизан. Федер участвовал в убийстве в общей сложности 2900 человек.
Со 2 июля по 28 августа 1945 года находился в лагере для военнопленных в Рюдерсдорфе. 17 декабря 1945 года был арестован британскими оккупационным войсками и помещён в лагерь для интернированных в Зандбостеле. 1 сентября 1947 года был переведён в Нюрнберг, где был заслушан в качестве свидетеля на процессе международного военного трибунала против Отто Олендорфа. 23 декабря 1947 года был доставлен в лагерь для интернированных Лангвассере под Нюрнбергом. По решению главной денацификационной палаты Нюрнберга был отнесён к группе III (незначительно виновные). 7 декабря 1948 года был освобождён из лагеря для интернированных. 6 июля 1950 года в ходе последующего разбирательства решением денацификационной палаты Мюнхена был отнесен к группе IV (попутчики). После освобождения работал в различных строительных компаниях в Кёльне в качестве подсобного рабочего. В 1950 году несколько месяцев был сотрудником охранного и детективного агентства в Кельне. Став безработным, 17 мая 1951 года устроился на работу на биржу труда в Кельне, где проработал до 31 марта 1960 года. 1 апреля 1960 года был принят на работу в качестве детектива в полицейское управление Кёльна. 10 ноября 1965 года был приговорён земельным судом Кобленца за пособничество в убийстве в 2-х случаях к 4 годам и 6 месяцам заключения в тюрьме строгого режима.